# كلاس بولت
كلاس بولت (بالهولندية: Klaas Bolt)‏ هو عازف الأرغن هولندي، ولد في 6 مارس 1927 في أبنجيدام في هولندا، وتوفي في 11 أبريل 1990 في هارلم في هولندا.

## وصلات خارجية
- كلاس بولت على موقع ميوزك برينز (الإنجليزية)
- كلاس بولت على موقع ديسكوغز (الإنجليزية)